# Xestia elutior
Xestia elutior là một loài bướm đêm trong họ Noctuidae.